# Куинолт (индейская резервация)
Куинолт (англ. Quinault Reservation) — индейская резервация, расположенная на Северо-Западе США в западно-центральной части штата Вашингтон.

## История
Резервация была основана в 1855 году после подписания договора куинолтов с правительством Соединённых Штатов. Кроме них тут были поселены чинуки, куилеуты, хох, нижние шехейлис, верхние шехейлис, каулиц и куитс. В 1889 году большинство куилеутов переехало в свою резервацию.
Первоначальная площадь Куинолт составляла 40,5 км². Размер резервации был увеличен до 890,3 км² в 1873 году указом президента США Улисса Гранта.  

## География
Резервация расположена в западно-центральной части штата Вашингтон на юго-западе полуострова Олимпик, в основном в округе Грейс-Харбор, небольшая часть находится в округе Джефферсон. На северо-западе Куинолт граничит с национальным парком Олимпик, который был создан в 1909 году президентом Теодором Рузвельтом. По территории резервации протекают реки Куинолт, Куитс и Рафт.
Общая площадь резервации составляет 839,36 км², из них 809,77 км² приходится на сушу и 29,60 км² — на воду. Административным центром резервации является статистически обособленная местность Тахола, названная в честь вождя куинолтов.

## Демография
По данным федеральной переписи населения 1990 года в резервации проживал 1216 человек, а в 2000 году — 1 370 человек.
В 2019 году в резервации проживало 1 059 человек. Расовый состав населения: белые — 152 чел., афроамериканцы — 8 чел., коренные американцы (индейцы США) — 821 чел., азиаты — 0 чел., океанийцы — 10 чел., представители других рас — 12 чел., представители двух или более рас — 56 человек. Плотность населения составляла 1,26 чел./км². Около 60% населения резервации проживает в общине Тахола, на тихоокеанском побережье в устье реки Куинолт.

## Экономика
Нация куинолтов владеет рыбными, земельными и лесопромышленными предприятиями, а также торговым центром и казино в Тахоле. Она управляет собственными предприятиями и в XXI веке является крупнейшим работодателем в округе Грейс-Харбор.
В июне 2018 года были завершены работы по реконструкции и расширению пляжного курорта и казино на сумму 25 миллионов долларов. Этот проект включал в себя реконструкцию 159 курортных номеров, дополнительную игровую зону, новый функциональный бар, кухню и ресторан.